# Diplosoma unitestis
Diplosoma unitestis är en sjöpungsart som beskrevs av Monniot 200. Diplosoma unitestis ingår i släktet Diplosoma och familjen Didemnidae. Inga underarter finns listade i Catalogue of Life.